# Чика
Чика (на албански: Mali i Çikës) или Чука, още и Момин връх, е най-високата кота на Каналите – висок планински хребет в югозападната част на Албания, покрай йонийското крайбрежие. Под върха се намира част от албанското крайбрежие, по-известно като албанска Ривиера. 
Източните склонове на Чика също са стръмни и се спускат към долината на река Сушица.
От върха се открива уникална панорама към йонийското крайбрежие с всички островчета около Корфу. При изключително ясно и слънчево време, но с оптически прибори, се вижда през отрантския проток и адриатическото крайбрежие на Апулия.
Склоновете на върха са гористи и до 1800 m надморска височина покрити от иглолистни гори – борови и от българска ела. Срещат се и явори, както и жълт кантарион. Фауната е представена от елени, диви кози, скални орли и лешояди. Случва се върха до лятото да е покрит със сняг.